# Музон (Арденны)
Музо́н (фр. Mouzon) — коммуна во Франции, находится в регионе Гранд-Эст. Департамент коммуны — Арденны. Административный центр кантона Музон. Округ коммуны — Седан. Образована 1 января 2016 года путём объединения собственно коммуны Музон (фр.) с коммуной Амблимон.
Код INSEE коммуны — 08311.
Коммуна расположена приблизительно в 220 км к северо-востоку от Парижа, в 90 км северо-восточнее Шалон-ан-Шампани, в 32 км к юго-востоку от Шарлевиль-Мезьера.

## Население
Население коммуны на 2018 год составляло 2266 человека.
| 1962 | 1968 | 1975 | 1982 | 1990 | 1999 | 2008 |
| ---- | ---- | ---- | ---- | ---- | ---- | ---- |
| 2582 | 3272 | 3232 | 2987 | 2637 | 2616 | 2392 |

## Экономика
В 2007 году среди 1486 человек в трудоспособном возрасте (15—64 лет) 1031 были экономически активными, 455 — неактивными (показатель активности — 69,4 %, в 1999 году было 64,9 %). Из 1031 активных работали 836 человек (462 мужчины и 374 женщины), безработных было 195 (103 мужчины и 92 женщины). Среди 455 неактивных 114 человек были учениками или студентами, 137 — пенсионерами, 204 были неактивными по другим причинам.

## Награды
- Военный крест (1914—1918). Указ от 12 августа 1920 года.

## Достопримечательности
- Монастырская церковь Нотр-Дам[фр.]. Исторический памятник с 1840 года.[4]
- Церковь Сент-Женевьев[фр.] (XVI—XVII века). Исторический памятник с 1987 года.[5]
- Оборонительные укрепления (XV—XVII века). Исторический памятник с 1926 и 2000 года.[6]
- Музей войлока[фр.] (единственный в Европе).
- Четыре «испанских дома» (XV—XVI века). Исторический памятник с 1942 года.[7]
- Руины древне-римского храма. Исторический памятник с 1980 года.[8]

## Фотогалерея
- Музон
- Церковь Нотр-Дам
- Церковь Сент-Женевьев
- «Испанский дом»